# Marisa Bartoli
Marisa Bartoli (* 10. November 1942 in Pula, Italien; † vor dem oder am 27. Oktober 2024) war eine italienische Schauspielerin.

## Leben
Nachdem Bartoli in Triest die Schauspielschule besucht hatte, war sie am dortigen „Teatro Stabile“ engagiert. In Rom bot ihr nach Abschluss der „Accademia d'Arte Drammatica“ das Fernsehen eine erste Rolle im Krimi La sciarpa unter der Regie von Guglielmo Morandi. Das Fernsehen blieb ihr Hauptbetätigungsfeld, wo sie während der 1960er Jahre in zahlreichen Kriminalserien (Vivere insieme, Le inchieste del commissario Maigret, I gialli di Nero Wolfe) und anderen Formaten spielte; ihre bemerkenswerteste Rolle wohl in Franco Rossis Eneide 1971. Neben Bühnen- und Radioarbeiten trat sie zwischen 1969 und 1974 auch in einer Handvoll Kinorollen in Erscheinung, darunter 1974 eine Version ihres großen Erfolges, Le avventure di Enea.

## Filmografie (Auswahl)
- 1963: La sciarpa (Fernsehfilm)
- 1968: La Bambolona – die große Puppe (La bambolona)
- 1971: Der Todesengel (La vittima designata)
- 1974: La leggenda di Enea
- 1974: Ein süßes Biest (La sculacciata)